# 현자의 제자를 자칭하는 현자
현자의 제자를 자칭하는 현자(賢者の弟子を名乗る賢者)는 류센 히로츠구(작가), 후지 초코(일러스트)가 원작한 일본의 소설 작품이다. 「소설가가 되자」에서 2012년 4월부터 웹 소설로 발간되고 있고. 2014년 6월부터 GC노벨(마이크로 매거진샤)에서 간행되고 있다. 2021년 12월 기준으로 16권까지 발행되었다. 애니메이션은 studio A-CAT에서 만들어 도쿄 MX 등에서 2022년 1월 12일부터 3월 30일까지 방영했다.

## 줄거리
어느 날 갑자기 아크 어스 온라인이라는 가상현실(VR)게임을 플레이하고 있던 플레이어들이 게임의 세계로 떨어져 새 삶을 살아가게 된다. 그런데 온라인 세계로 떨어지는 것에 플레이어마다 시간차가 있어서 주인공은 자신이 플레이하던 시점에서 약 30년 정도가 지난 시점으로 떨어지게 된다.
이후, 주인공은 옛 동료들을 찾아다니며 이런저런 사건에 휘말리게 된다.

## 같이 보기
- 팔남이라니, 그건 아니지!